# 2007 în cinematografie
- 2006 în cinematografie — 2007 în cinematografie — 2008 în cinematografie

## Evenimente
- 4-15 ianuarie: Patru filme românești concurează pentru premiul John Schlesinger al Festivalului de la Palm Springs: „A fost sau n-a fost?”, „Cum mi-am petrecut sfârșitul lumii”, „Legături bolnăvicioase” și „Hârtia va fi albastră”.
- ianuarie: Proteste ale regizorilor români după concursul Centrului Național al Cinematografiei (CNC) desfășurat în perioada octombrie-decembrie 2006. Filmele lui Cristi Puiu, unul dintre cei mai premiați regizori români al anilor 2005 și 2006, "După blocuri" și "Tanti Geta" au primit notele 5,75, respectiv 5,50, nota de trecere fiind 7. Finanțarea maximă, 1,8 milioane de lei, a fost acordată filmului lui Sergiu Nicolaescu, Supraviețuitorul. Finanțări mai mici au primit și regizorii: Cătălin Mitulescu (1,7 milioane de lei), Radu Muntean (un milion de lei), Cristian Mungiu (1,15 milioane de lei) ș.a.
- 1 decembrie: Filmul lui Cristian Mungiu, "4 luni, 3 săptămâni și 2 zile", a obținut Marele Premiu al Academiei Europene de Film pe 2007, echivalentul european al Oscarului. Este pentru prima dată când un film românesc obține distincția supremă decernată de Academia Europeană de film.

## Premiere românești
- 4 luni, 3 săptămâni și 2 zile — Cristian Mungiu
- California Dreaming — Cristian Nemescu
- După ea — Cristina Ionescu
- Îngerul necesar — Gheorghe Preda
- Logodnicii din America — Nicolae Mărgineanu
- Ticăloșii — Șerban Marinescu

## Festivaluri
- Cannes
- TIFF 2007

## Premii

### Oscar
- Cel mai bun film: The Departed
- Cel mai bun actor: Forest Whitaker
- Cea mai bună actriță: Helen Mirren
- Cel mai bun film străin: The Lives of Others

Articol detaliat: Oscar 2007

### César
- Cel mai bun film: Lady Chatterley
- Cel mai bun actor: François Cluzet
- Cea mai bună actriță: Marina Hands
- Cel mai bun film străin: Little Miss Sunshine

Articol detaliat: César 2007

### Globul de Aur
- Dramă
- Cel mai bun film: Babel
- Cel mai bun actor: Forest Whitaker
- Cea mai bună actriță: Helen Mirren
- Muzical sau comedie
- Cel mai bun film: Dreamgirls
- Cel mai bun actor: Sacha Baron Cohen
- Cea mai bună actriță: Meryl Streep

### BAFTA
- Cel mai bun film: The Queen
- Cel mai bun actor: Forest Whitaker
- Cea mai bună actriță: Helen Mirren
- Cel mai bun film străin: Pan's Labyrinth

## Filmele cu cele mai mari încasări
Acesta este un tabel cu filmele cu cele mai mari încasări care au avut premiera în 2007. 
| Poziție | Titlu                                     | Studio               | Venituri globale | Încasări SUA&Canada | Încasări Marea Britanie | Încasări Australia |
| ------- | ----------------------------------------- | -------------------- | ---------------- | ------------------- | ----------------------- | ------------------ |
| 1       | Pirates of the Caribbean: At World's End  | Disney               | $963,420,425     | $309,420,425        | $81,415,664             | $29,085,288        |
| 2       | Harry Potter and the Order of the Phoenix | Warner Bros.         | $939,885,929     | $292,004,738        | $101,360,911            | $29,409,933        |
| 3       | Spider-Man 3                              | Columbia             | $890,871,626     | $336,530,303        | $67,049,819             | $19,667,403        |
| 4       | Shrek the Third                           | Paramount/DreamWorks | $798,958,162     | $322,719,944        | $78,167,259             | $28,594,698        |
| 5       | Transformers                              | DreamWorks/Paramount | $709,709,780     | $319,246,193        | $47,478,290             | $23,929,895        |
| 6       | Ratatouille                               | Disney/Pixar         | $623,722,818     | $206,445,654        | $48,619,933             | $13,240,587        |
| 7       | Legenda vie                               | Warner Bros.         | $585.349.010     | $256.393.010        | $51.672.734             | $21.160.195        |
| 8       | The Simpsons Movie                        | Fox                  | $527,071,022     | $183,135,014        | $78,426,654             | $26,654,369        |
| 9       | National Treasure: Book of Secrets        | Disney               | $457,364,600     | $219,964,115        | $17,626,166             | $11,790,412        |
| 10      | 300                                       | Warner Bros.         | $456,068,181     | $210,614,939        | $27,994,700             | $12,304,031        |

Sumele sunt preluate din Box Office Mojo, inclusiv din 2007 Yearly Box Office Results.
Pirates of the Caribbean: At World's End și Harry Potter and the Order of the Phoenix au avut încasări de peste 900 milioane $, intrând în lista filmelor cu cele mai mari încasări din istorie. 